# Dụ ngôn Tôi tớ trung tín
Dụ ngôn Người tôi tớ trung tín là một dụ ngôn của Chúa Giêsu được ghi chép trong ba Phúc âm: Mátthêu 24:42-51, Máccô 13:34-37 và Luca 12:35-48 - thường được gọi chung là Phúc âm Nhất lãm. Trong Phúc âm Mátthêu, dụ ngôn này đi trước dụ ngôn Mười trinh nữ, cả hai đều đề cập đến việc chuẩn bị cho ngày Thiên Chúa phán xét. 

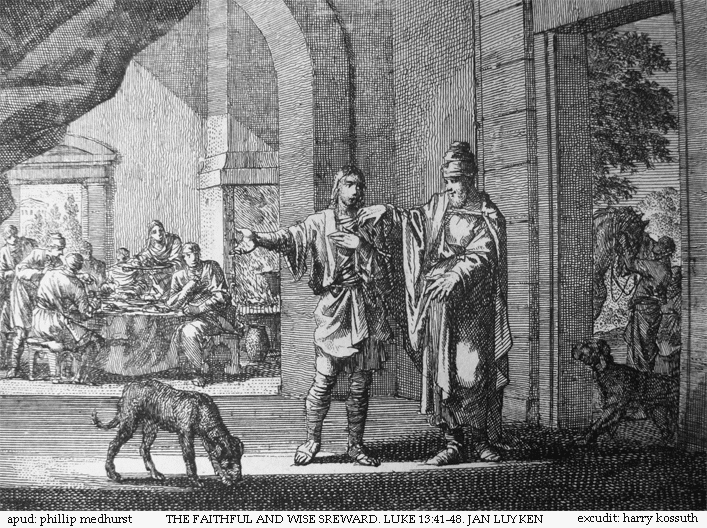

## Tường thuật
| “                                                                   | Anh em hãy thắt lưng cho gọn, thắp đèn cho sẵn. Hãy làm như những người đợi chủ đi ăn cưới về, để khi chủ vừa về tới và gõ cửa, là mở ngay. Khi chủ về mà thấy những đầy tớ ấy đang tỉnh thức, thì thật là phúc cho họ. Thầy bảo thật anh em: chủ sẽ thắt lưng, đưa họ vào bàn ăn, và đến bên từng người mà phục vụ. Nếu canh hai hoặc canh ba ông chủ mới về, mà còn thấy họ tỉnh thức như vậy, thì thật là phúc cho họ. Anh em hãy biết điều này: nếu chủ nhà biết giờ nào kẻ trộm đến, hẳn ông đã không để nó khoét vách nhà mình đâu.Anh em cũng vậy, hãy sẵn sàng, vì chính giờ phút anh em không ngờ, thì Con người sẽ đến". Bấy giờ ông Phêrô hỏi: "Lạy Chúa, Chúa nói dụ ngôn này cho chúng con hay cho tất cả mọi người?" Chúa đáp: "Vậy thì ai là người quản gia trung tín, khôn ngoan, mà ông chủ sẽ đặt lên coi sóc kẻ ăn người ở, để cấp phát phần thóc gạo đúng giờ đúng lúc? Khi chủ về mà thấy đầy tớ ấy đang làm như vậy, thì thật là phúc cho anh ta. Thầy bảo thật anh em, ông sẽ đặt anh ta lên coi sóc tất cả tài sản của mình. Nhưng nếu người đầy tớ ấy nghĩ bụng: "Chủ ta còn lâu mới về", và bắt đầu đánh đập tôi trai tớ gái và chè chén say sưa, chủ của tên đầy tớ ấy sẽ đến vào ngày hắn không ngờ, vào giờ hắn không biết, và ông sẽ loại hắn ra, bắt phải chung số phận với những tên thất tín. "Đầy tớ nào đã biết ý chủ mà không chuẩn bị sẵn sàng, hoặc không làm theo ý chủ, thì sẽ bị đòn nhiều. Còn kẻ không biết ý chủ mà làm những chuyện đáng phạt, thì sẽ bị đòn ít. Hễ ai đã được cho nhiều thì sẽ bị đòi nhiều, và ai được giao phó nhiều thì sẽ bị đòi hỏi nhiều hơn". | ” |
| — Luca 12:35-48, Bản dịch của Nhóm Phiên dịch Các giờ kinh Phụng vụ | |   |

## Luận giải
Trong Phúc âm Mátthêu 24:42 có câu: "Vậy anh em hãy canh thức, vì anh em không biết ngày nào Chúa của anh em đến". Nói cách khác, người môn đệ Chúa Giêsu phải luôn giữ mình trong sự tỉnh táo và chuẩn bị cho ngày Chúa Giêsu tái lâm. Mặc dù việc Chúa Giêsu giáng sinh là một dấu hiệu tiên báo, nhưng thời gian mà Ngài tái lâm không ai được biết trước, ví như ông chủ đi xa thình lình quay trở về nhà vào thời điểm mà tôi tớ trong nhà không hay biết.